# Strümp
Strümp is een plaats in de Duitse deelstaat Noordrijn-Westfalen, en stadsdeel van de gemeente Meerbusch.
Tot 31 december 1969 was Strümp een half-zelfstandige gemeente, die deel was van het zogenoemde Amt Lank. Op 1 januari 1970 werd het Amt Lank (met de deelgemeenten Lank-Latum, Strümp, Ilverich, Ossum-Bösinghoven, Langst-Kierst en Nierst) samen met de gemeenten Osterath en Büderich door een gemeentelijke herindeling opgeheven en samengevoegd tot de nieuwe gemeente Stadt Meerbusch.
De gemeente Stadt Meerbusch hoort bij het district Rhein-Kreis Neuss.

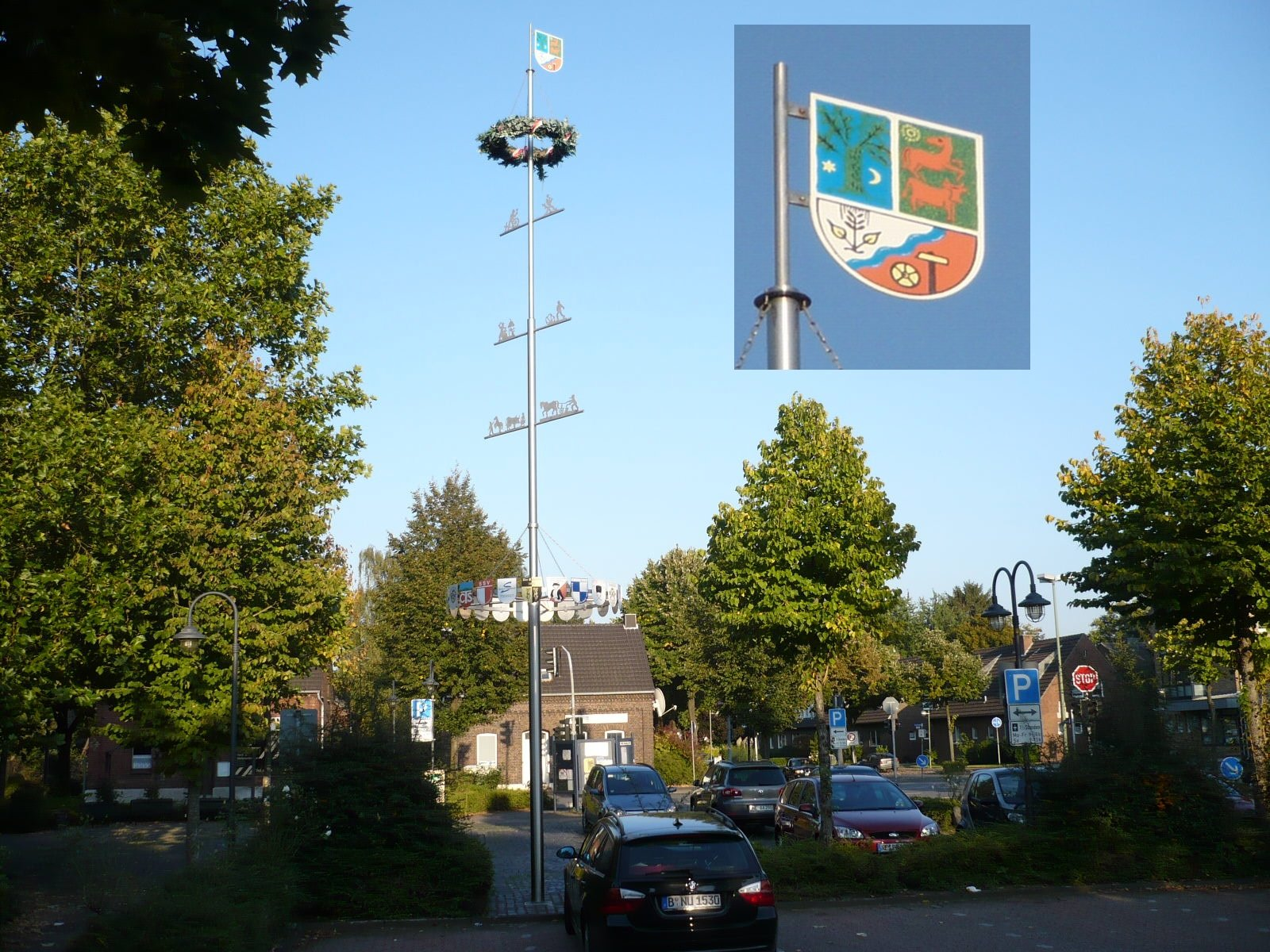
Meiboom op de marktplaats van Strümp
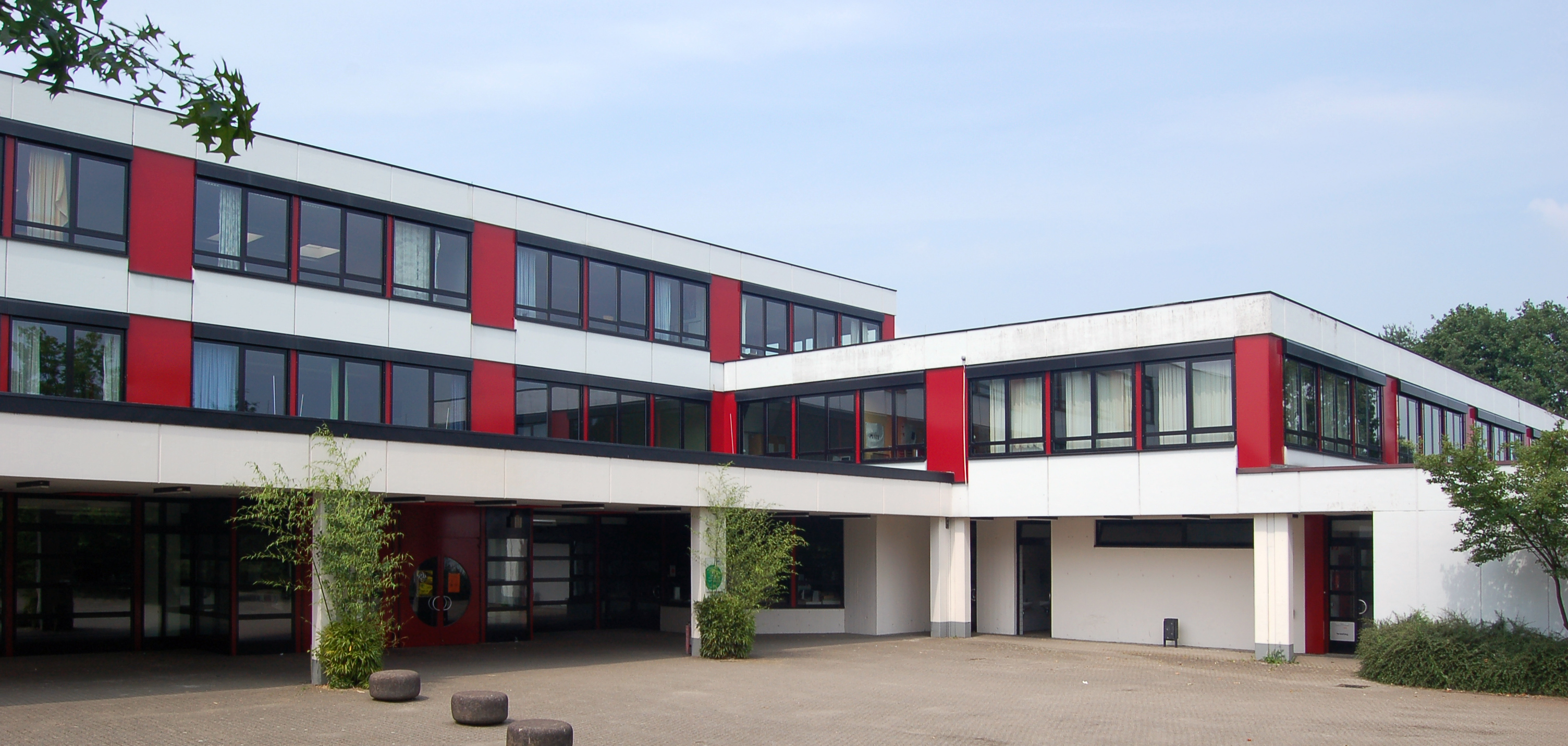
School in Strümp

## Weblinks
- Website van de gemeente Stadt Meerbusch (Duits)
- Website van het district Rhein-Kreis Neuss (Nederlands)